# Гурудонгмар
Гурудонгмар или Гурудогмар, высокогорное озеро, расположенное на высоте 5148 м (5430 м) в индийском штате Сикким. Озеро считается священным у буддистов и сикхов. Озеро носит имя Гуру Падмасамбхавы, также известного как Гуру Ринпоче, основателя тибетского буддизма, который посетил данное озеро в 8-м веке. Площадь поверхности — 1,18 км².
Кроме того, озеро получило благословение Гуру Нанака, духовного лидера сикхизма, в своё время посетившего данный район, следовательно, озеро может рассматриваться как священное.

## География
Расположенное в 5 км к югу от границы с Китаем в высокогорьях Северного Сиккима, озеро в течение зимних месяцев покрыто льдами. Гурудонгмара можно достичь по дороге из Лачен в Тангу, что в 190 км от столицы Сиккима, города Гангток. Подход от Тангу к Гурудонгмару проходит по каменистому ландшафту, сложенному из обломочных материалов морены, где высокие альпийские луга сочетаются с кустарниками рододендрона. В то время как индийские туристы могут свободно посещать данное озеро, от иностранных требуется специальное разрешение от Министерства внутренних дел в Дели.